# Destruction
Destruction é uma banda de thrash metal alemã, formada no ano de 1982, em uma pequena cidade da Alemanha, chamada Weil am Rhein, pelo vocalista e baixista Marcel Schirmer, o guitarrista Mike Sifringer e o baterista Tommy Sandmann. Junto aos seus conterrâneos do Sodom, Tankard e Kreator formam o "Big 4 do Thrash Alemão". Ao longo de trinta anos de carreira  o Destruction lançou doze álbuns de estúdio, dentre eles os clássicos Sentence of Death,  Infernal Overkill, Eternal Devastation e Release from Agony, e vieram influenciar fortemente as cenas do metal extremo europeu e americano. Foram um dos responsáveis pela inserção de guitarras sintetizadas no heavy metal, e tem como mascote o famoso Mad Butcher, presente na capa da maioria do discos.

## História
Inspirado por Iron Maiden, Mercyful Fate, Motörhead e Venom, o Destruction foi formado com o nome de Knight of Demon, em 1982. A formação original tinha o guitarrista Mike Sifringer, o baixista e vocalista Marcel "Schmier" Schirmer e o baterista Tommy Sandmann. Eles logo mudaram seu nome para Destruction e lançaram uma demo intitulada Bestial Invasion of Hell, em 1984. Depois disso, o grupo assinou com a gravadora Steamhammer Records e lançou um EP intitulado Sentence of Death no final daquele mesmo ano.
A banda conseguiu êxito no mercado fonográfico logo no início da carreira. Em apenas um ano, tinha um contrato com a gravadora SPV e o primeiro disco nas lojas, Infernal Overkill.
À aquela altura, eles já eram considerados um dos maiores grupos de thrash metal da Europa. Seu segundo disco consolidou esta posição - Eternal Devastation foi lançado em 1986 e rendeu uma turnê com os também alemães do Kreator. Logo depois, a primeira baixa, Tommy Sandmann saiu e foi substituído por Olly.

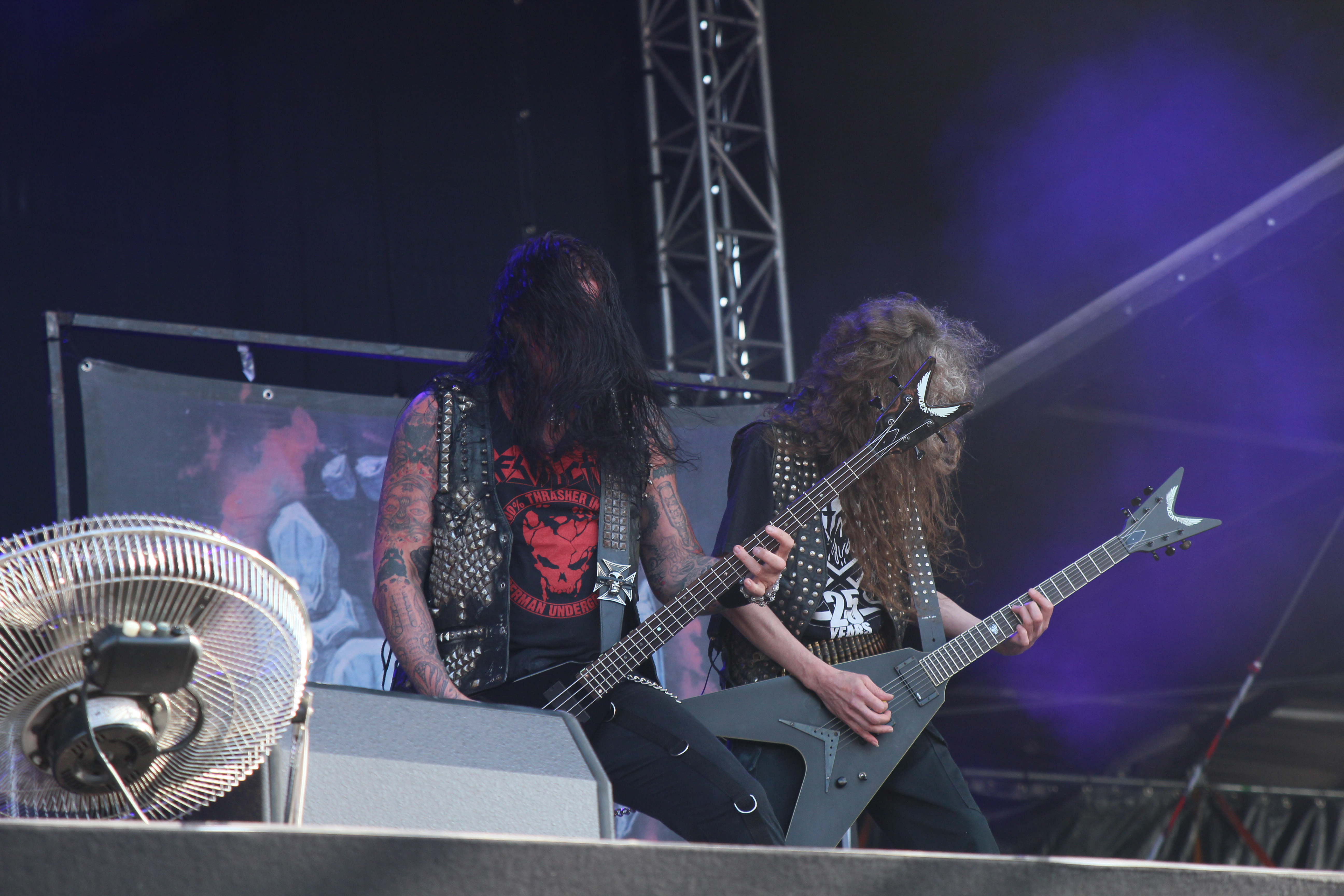
Destruction no Rockharz Open Air 2014

Aclamado como o melhor trabalho até então, Mad Butcher chegou às lojas em 1987. Para esse álbum o trio adicionou um segundo guitarrista, Harry Wilkens, e passou a ser um quarteto.
Após uma bem sucedida turnê pelos Estados Unidos e Europa, o grupo começou a mostrar sinais de problemas. O disco seguinte, Release From Agony, ousou ao acrescentar novas influências, o que deixou os fãs insatisfeitos, mas, apesar das críticas, os fãs se acostumaram com o álbum e o têm como um dos melhores da carreira da banda. O grupo lançou um álbum ao vivo, Live Without Sense, gravado na turnê do Release From Agony.
Em 1989, Schmier decide sair da banda e então entra  o vocalista Andre Grieder (ex-Potergeist) para a gravação do disco Cracked Brain, lançado em 1990. Mike resolve continuar lançando álbuns sob a alcunha de "Neo-Destruction". Para tal, foram chamados o novo vocalista Thomas Rosenmerkel e o baixista Christian Engler. Posteriormente, Michael Piranio se junta à banda como segundo guitarrista. Durante o período, são lançados 3 álbuns, dentre eles The Least Successful Human Cannonball, os quais sequer são considerados como registros oficiais da banda.
Por volta de 1999, Schmier achou que era uma boa hora para retornar ao Destruction e levou consigo o baterista Sven Vormann. Em 2000, saiu o tão aguardado disco com parte da formação antiga, All Hell Breaks Loose. O grupo estava oficialmente de volta ao posto de uma das melhores bandas de thrash metal com os álbuns seguintes, The Antichrist (2001) e Metal Discharge (2003). Em 2005 foi lançado o excelente Inventor Of Evil, que foi muito aclamado pelos fãs e que conta com as participações de Biff Byford (Saxon), Doro Pesch, Shagrath (Dimmu Borgir), Björn "Speed" Strid (Soilwork), Paul Di'Anno, Messiah Marcolin (Candlemass), Mark Osegueda (Death Angel), Peter "Peavy" Wagner (Rage), e Peter Tägtgren (Hypocrisy, Pain), todos na faixa "The Alliance Of Hellhoundz". Em 2007, no aniversário de 25 anos da banda, regravaram várias de suas canções clássicas e as lançaram no disco chamado Thrash Anthems. Em 2008 foi lançado D.E.V.O.L.U.T.I.O.N, também muito aclamado. Mais recentemente, em 2011, lançaram o álbum Day of Reckoning, e entraram na estrada pela Europa como parte do "Thrashfest Classics", ao lado das bandas Sepultura, Exodus, Heathen e Mortal Sin. Entre o fim de 2011 e 2012, eles fizeram 3 shows no Brasil, nas cidades de Curitiba, São Paulo e São Luís (Metal Open Air). Ainda em 2012 foi anunciado mais álbum do trio germânico, Spiritual Genocide, disco lançado em 23 de novembro via Nuclear Blast Records.
Em setembro de 2013 o Destruction voltou ao Brasil para se apresentar na Capital Piauiense Teresina e na quinta edição do festival Rock in Rio divindindo palco com os brasileiros do Krisiun que juntos tocaram a canção "Black Metal" do Venom. No ano seguinte o trio alemão passou mais um vez pelo Brasil, fazendo shows em oito cidades em novembro e dezembro.
Durante maio e junho de 2015, o Destruction atuou numa turnê americana de mais de 20 shows junto dos brasileiros do Sepultura.
Em agosto de 2019 é lançado o álbum Born To Perish, gravado entre janeiro e fevereiro do mesmo ano no Little Creek Studios, na Suíça.
Saída de Mike Sifringer
Em 16 de julho de 2021 o Destruction se apresentou no Area 53 Festival, em Leoben, na Áustria, sem o guitarrista Mike Sifringer. Schmier explicou em um post no Facebook, que Mike Sifringer não respondeu aos e-mails enviados, que queriam saber sobre seu status, e que, também, havia um problema que o levou à decisão de continuar sem ele (Mike) e que divulgaria em breve um comunicado. Em 19 de agosto, Schmier confirmou a saída de Mike Sifringer da banda  e que este foi substituído por Martin Furia, um engenheiro de som e produtor de bandas como Nervosa e Evil Invaders, que já há tempos estava trabalhando com o Destruction. A banda também lançou um novo single intitulado "State of Apathy", apresentando a primeira gravação da banda com Furia.[carece de fontes?]

## Membros

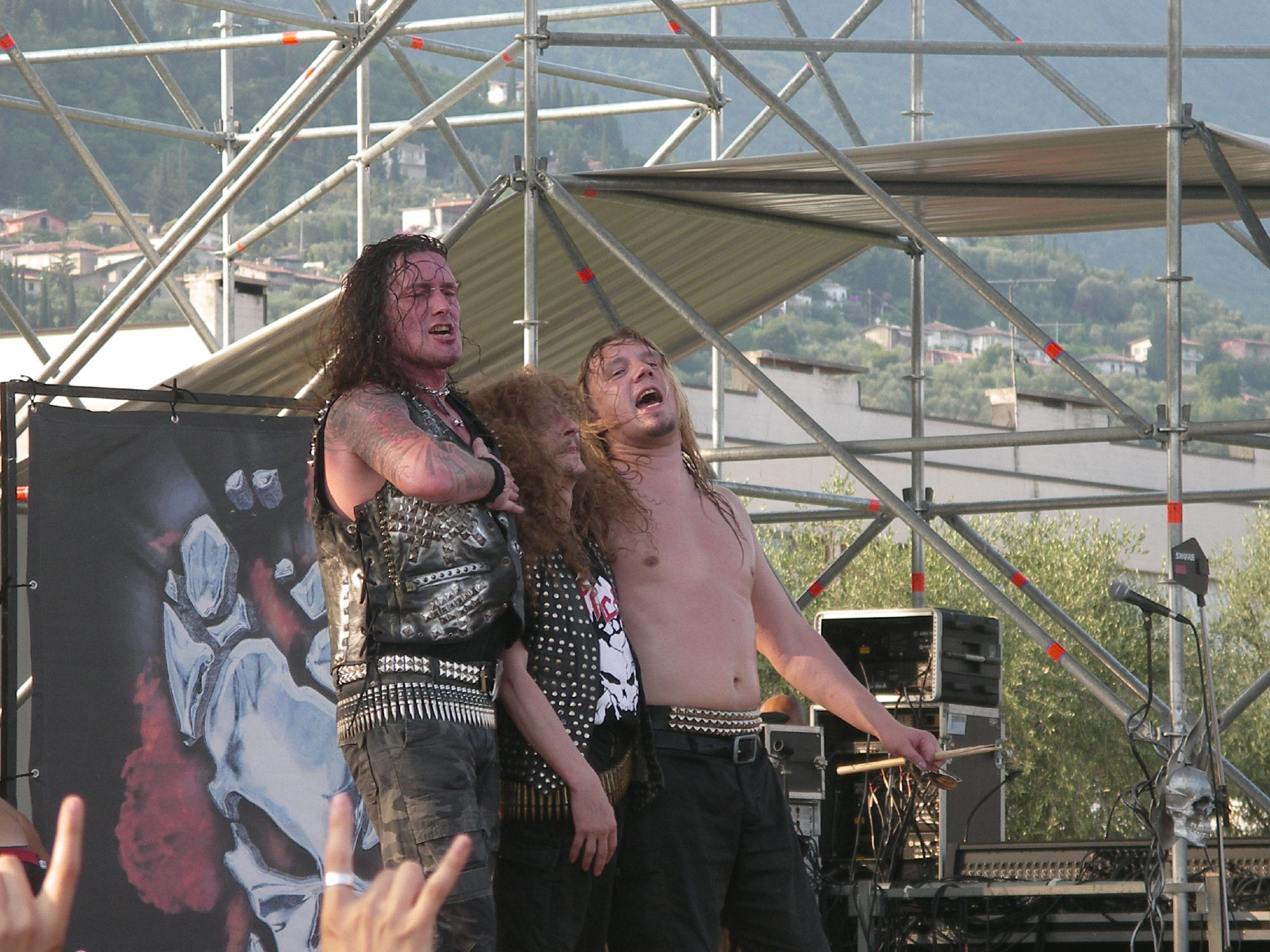
Destruction no Evolution Fest de 2006

### Formação atual
- Schmier —  baixo, vocais (1982 - 1989, 1999 - presente)
- Randy Black — bateria (2018 - presente)
- Damir Eskic — guitarra (2019 - presente)
- Martin Furia — guitarra (2021 - presente)

### Antigos integrantes
- Mike Sifringer — guitarra (1982 - 2021)
- Thomas "Tommy" Sandmann - bateria  (1982-1987)
- Oliver "Olli" Kaiser - bateria (1987-1999)
- Harry Wilkens - guitarra (1987-1990)
- André Grieder - vocais (1990)
- Thomas Rosenmerkel - vocais (1993-1999)
- Michael Piranio - guitarra (1993-1999)
- Christian Engler - baixo  (1994-1998)
- Sven Vormann - bateria (1999-2002)
- Marc Reign - bateria (2002-2010)
- Wawrzyniec "Vaaver" Dramowicz – bateria , backing vocals (2010–2018)